# Huy chương Penrose
Huy chương Penrose được nhà địa chất Richard Alexander Fullerton Penrose, Jr. (1863-1931) thiết lập năm 1927, là một giải thưởng hàng đầu của Hội địa chất Hoa Kỳ dành cho công trình nghiên cứu xuất sắc trong khoa học Trái Đất.

## Các người đoạt huy chương
- 2014  Susan W. Kieffer
- 2013  Steven M. Stanley
- 2012  Raymond A. Price
- 2011  Paul F. Hoffman
- 2010  Eric J. Essene
- 2009 	B. Clark Burchfiel
- 2008 	George A. Thompson
- 2007 	Kevin C. A. Burke
- 2006 	Steve Kesler
- 2005 	Minze Stuiver
- 2004 	W. Gary Ernst
- 2003 	Peter R. Vail
- 2002 	Walter Alvarez
- 2001 	Kenneth Jinghwa Hsu
- 2000 	Robert L. Folk
- 1999 	M. Gordon Wolman
- 1998 	Jack E. Oliver
- 1997 	John D. Bredehoeft
- 1996 	John R. L. Allen
- 1995 	John C. Crowell
- 1994 	Luna B. Leopold
- 1993 	Alfred G. Fischer
- 1992 	John Frederick Dewey
- 1991 	William R. Dickinson
- 1990 	Norman D. Newell
- 1989 	Warren Bell Hamilton
- 1988 	Robert S. Dietz
- 1987 	Marland P. Billings
- 1986 	Laurence L. Sloss
- 1985 	Rudolf Trümpy
- 1984 	Donald E. White
- 1983 	G. Arthur Cooper
- 1982 	Aaron C. Waters
- 1981 	John Rodgers
- 1980 	Hollis Dow Hedberg
- 1979 	J Harlen Bretz
- 1978 	Robert M. Garrels
- 1977 	Robert P. Sharp
- 1976 	Preston Cloud
- 1975 	Francis J. Pettijohn
- 1974 	William Maurice Ewing
- 1973 	M. King Hubbert
- 1972 	Wilmot H. Bradley
- 1971 	Marshall Kay
- 1970 	Ralph Alger Bagnold
- 1969 	Francis Birch
- 1968 	J. Tuzo Wilson
- 1967 	Herbert Harold Read
- 1966 	Harry H. Hess
- 1965 	Philip Burke King
- 1964 	Donnel Foster Hewett
- 1963 	William Walden Rubey
- 1962 	Alfred Sherwood Romer
- 1961 	Philip Henry Kuenen
- 1960 	Walter Hermann Bucher
- 1959 	Adolph Knopf
- 1958 	James Gilluly
- 1957 	Bruno Sander
- 1956 	Arthur Holmes
- 1955 	Maurice Gignoux
- 1954 	Arthur Francis Buddington
- 1953 	Esper S. Larsen, Jr.
- 1952 	George Gaylord Simpson
- 1951 	Pentti Eskola
- 1950 	Morley Evans Wilson
- 1949 	Wendell P. Woodring
- 1948 	Hans Cloos
- 1947 	Arthur Louis Day
- 1946 	T. Wayland Vaughan
- 1945 	Felix Andries Vening Meinesz
- 1944 	Bailey Willis
- 1943 	Không trao giải
- 1942 	Charles Kenneth Leith
- 1941 	Norman Levi Bowen
- 1940 	Nelson Horatio Darton
- 1939 	William Berryman Scott
- 1938 	Andrew Cowper Lawson
- 1937 	Không trao giải
- 1936 	Arthur Philemon Coleman
- 1935 	Reginald Aldworth Daly
- 1934 	Charles Schuchert
- 1933 	Waldemar Lindgren
- 1932 	Edward Oscar Ulrich
- 1931 	William Morris Davis
- 1930 	François Alfred Antoine Lacroix
- 1929 	Không trao giải
- 1928 	Jakob Johannes Sederholm
- 1927 	Thomas Chrowder Chamberlin